# Condado de Montcalm
El condado de Montcalm (en inglés: Montcalm County, Míchigan), fundado en 1831, es uno de los 83 condados del estado estadounidense de Míchigan. En el año 2000 tenía una población de 61.266 habitantes con una densidad poblacional de 33 personas por km². La sede del condado es Stanton.

## Geografía
Según la Oficina del Censo, el condado tiene un área total de 1867 km² (720,8 mi²), de la cual 1834 km² (708,1 mi²) es tierra y 34 km² (13,1 mi²) es agua.

## Condados adyacentes
- Condado de Isabella noreste
- Condado de Mecosta norte
- Condado de Gratiot este
- Condado de Newaygo oeste
- Condado de Ionia sur
- Condado de Kent suroeste
- Condado de Clinton sureste

## Demografía
En el 2000 la renta per cápita promedia del condado era de $37,218, y el ingreso promedio para una familia era de $42,823. El ingreso per cápita para el condado era de $16,183. En 2000 los hombres tenían un ingreso per cápita de $32,635 frente a los $23,645 que percibían las mujeres. Alrededor del 19.90% de la población estaba bajo el umbral de pobreza nacional.

## Lugares

### Ciudades
- Carson City
- Greenville
- Stanton

### Villas
- Edmore
- Howard City
- Lakeview
- McBride
- Pierson
- Sheridan

### Comunidades no incorporadas
- Coral
- Trufant
- Vestaburg

### Municipios
| - Municipio de Belvidere - Municipio de Bloomer - Municipio de Bushnell - Municipio de Cato - Municipio de Crystal | - Municipio de Day - Municipio de Douglas - Municipio de Eureka - Municipio de Evergreen - Municipio de Fairplain | - Municipio de Ferris - Municipio de Home - Municipio de Maple Valley - Municipio de Montcalm - Municipio de Pierson | - Municipio de Pine - Municipio de Reynolds - Municipio de Richland - Municipio de Sidney - Municipio de Winfield |

### Principales carreteras
- US-131
- M-46
- M-57
- M-66
- M-82
- M-91